# Möglichkeit
Möglichkeit (von althochdeutsch mugan/magan „können“, „vermögen“, „mögen“; griechisch δύναμις dýnamis, lateinisch possibilitas, daher als Fremdwort Possibilität) ist die Realisierbarkeit eines Gegenstands, Vorgangs oder Zustands im praktischen oder theoretischen Sinne. Möglichkeit ist in der Philosophie eine der drei Modalitäten des Seins neben dem Wirklichen und dem Notwendigen.

## Sprachlicher Ausdruck
Der sprachliche Ausdruck der Möglichkeit fällt in die Kategorie der sprachlichen Modalität, typische Ausdrucksmittel sind Modalverben („kann“, „könnte“, „wird (wohl)“, „darf“, „dürfte“) oder bestimmte Adverbien („vielleicht“). Für inhaltliche Unterscheidungen siehe insbesondere unter Modalität (Sprachwissenschaft) #Inhaltliche Gliederung des Gebiets der Modalität.
Im Gegensatz zu seiner traditionellen Bezeichnung „Möglichkeitsform“ ist es nicht die primäre Aufgabe des Konjunktivs, Möglichkeiten auszudrücken, sondern häufig steht hierbei auch der Indikativ (z. B. auch die Indikativform von Modalverben). Im Bereich des grammatischen Modus gibt es aber auch spezielle Kategorien zur Bezeichnung von Möglichkeit in manchen Sprachen, siehe unter Potentialis, sowie auch:
- Voluntativ (Modus der Absicht etc.)
- Optativ (Modus des Wunsches oder auch einer Möglichkeit)
- Deliberativ (eine indirekte Frage, wenn mehrere Möglichkeiten offen sind)
- Dubitativ (Modus der unbestätigten Information, des Hörensagens)
- Suppositiv (Modus der Vermutung)

## Bedeutungsanalyse
„Etwas ist möglich“, wenn es nicht ausgeschlossen werden kann, dass es der Fall ist. „Es ist möglich, dass du recht hast“ bedeutet zum Beispiel: „Ich kann nicht ausschließen, dass du recht hast.“
Der Ausschlussgrund kann verschiedener Art sein:
Logische Unmöglichkeit„Es ist nicht möglich, dass etwas in derselben Hinsicht der Fall und zugleich nicht der Fall sein soll.“ Das schließt der Satz vom Widerspruch aus.
Begriffliche Unmöglichkeit„Es ist nicht möglich, dass ein schwarzer Schimmel existiert“, denn Schimmel sind per Definition weiß.
Naturgesetzliche Unmöglichkeit„Es ist nicht möglich, ein Perpetuum mobile zu bauen“, denn das würde dem Energieerhaltungssatz widersprechen.
Technische Unmöglichkeit„Es ist (gegenwärtig technisch) nicht möglich, dass sich ein Mensch jetzt in Berlin befindet und dass derselbe Mensch sich eine Minute später in Peking befindet“, denn die gegenwärtig schnellsten Fortbewegungsmittel, die Raketen, benötigen dafür mehr als 15 Minuten.
Man kann weiterhin unterscheiden zwischen möglichen Ereignissen und möglichen Handlungen:
Möglichkeit von Ereignissen„Wenn sich in einer Lostrommel neben Nieten auch ein Gewinnlos befindet, ist es möglich, zufällig einen Gewinn zu ziehen“, denn die Wahrscheinlichkeit für dieses Ereignis ist größer als Null.
Möglichkeit von Handlungen„Als Mitglied eines Erschießungskommandos hat man die Möglichkeit, daneben zu schießen“, denn ein Gewehrschütze kann die Richtung seines Gewehrlaufes bestimmen.
Aussagen über Handlungsmöglichkeiten beziehen sich immer auf bestimmte Subjekte unter bestimmten Bedingungen (Wem ist es unter welchen Bedingungen möglich, diese Handlung auszuführen?).
Handlungsmöglichkeiten, die je für sich, aber nicht gleichzeitig realisiert werden können, weil sie einander ausschließen, werden als „alternative Handlungsmöglichkeiten“ oder nur kurz als „Alternativen“ bezeichnet. Zwischen Alternativen muss man sich deshalb entscheiden („Es ist mir möglich, am kommenden Sonntag entweder ans Meer oder in die Berge zu fahren. Wie soll ich mich entscheiden?“).

## Alternativen und Optionen
Möglichkeit oder Option ist im Konstrukt „Eine Möglichkeit (unter mehreren) ist …“ ein Hinweis, dass es zu der dargestellten Variante oder Version eine Alternative gibt. Die Möglichkeit ist die Idee oder Vorstellung, deren Realisierbarkeit erkannt wurde. In dieses Umfeld gehört auch die Chance, bei der das Eintreten einer Möglichkeit intentional gefördert wird. Die Möglichkeit liegt in der Gegenwart und eröffnet ein variables Feld für verschiedene mögliche Handlungen in der Zukunft, wie zum Beispiel beim Schachspiel sich mit jedem Zug Hunderte neue Möglichkeiten an zukünftigen Zügen auftun. Ihr Ergebnis ist unbestimmt. Die Möglichkeit ist nichts Zwingendes und Unausweichliches wie etwa das Schicksal. Sie verlangt nach einer Entscheidung. In der Mikroökonomie werden Optionen hinsichtlich ihrer Opportunitätskosten bewertet.

## Fähigkeit
„Jemand (oder etwas) hat die Möglichkeit“ ist eine andere Formulierung für Fähigkeiten oder Eigenschaften. Die „Grenze des Möglichen“ ist synonym mit der „Grenze des Machbaren (Erfahrbaren, Vorstellbaren)“.
Diese Verwendung des Möglichkeitsbegriffes entspricht einer nicht-modalen, das heißt einer prädikativen Verwendung. Man drückt somit mittels des Möglichkeitsbegriffes ein Vermögen bzw. eine Fähigkeit eines Dinges aus, beispielsweise „Holz ist brennbar.“ → Die Möglichkeit zu brennen wohnt dem Holz inne, sie ist ihm eigen. In der Philosophie bezeichnet man das als Potenz.
Die Möglichkeit unterliegt dabei bestimmten Bedingungen oder Voraussetzungen.

## Wahrscheinlichkeit des Eintretens
Möglichkeit („etwas ist möglich“) bezeichnet umgangssprachlich eine niedrige Eintrittswahrscheinlichkeit für ein Ereignis nach einer persönlichen Meinung. In diesem Sinn kann die Möglichkeit als Variante der Wirklichkeit angesehen werden.
Die Wahrscheinlichkeitstheorie kennt eine genaue Quantifizierung zwischen 0 und 1 bzw. 0 Prozent und 100 Prozent der Wahrscheinlichkeit für das Eintreten mathematisch erfassbarer zufälliger Ereignisse. Die alltägliche Sprache begnügt sich jedoch mit einer groben und nicht klar umrissenen Unterteilung, die auch auf nicht exakt bestimmbare Eintrittswahrscheinlichkeiten angewendet werden. Manche verbalen Ratingskalen legen die Begriffe häufig in dieser Form fest.
Folgende Begrifflichkeit ist üblich:
1. sicher, immer (100 Prozent Eintrittswahrscheinlichkeit)
2. so gut wie sicher
3. sehr wahrscheinlich, höchst wahrscheinlich
4. wahrscheinlich, überdurchschnittlich
5. durchschnittlich, halbe-halbe, fifty-fifty (50 Prozent Eintrittswahrscheinlichkeit)
6. möglich, unterdurchschnittlich
7. vorstellbar, kann sein
8. schwer vorstellbar, kaum möglich, praktisch unmöglich, nicht auszuschließen
9. unmöglich, nie (0 Prozent Eintrittswahrscheinlichkeit)

Die vage Eintrittswahrscheinlichkeit möglich ist normalerweise irgendwo unterhalb der 50-Prozent-Schwelle anzusiedeln. Abhängig vom verwendeten sprachlichen Zusammenhang liegt die Wahrscheinlichkeit sowohl im extrem unwahrscheinlichen Bereich („Es ist möglich, im Lotto zu gewinnen.“) als auch im mittleren Bereich („Es ist möglich, dass das Wetter morgen genau so ist wie heute.“).
In der Fuzzylogik spricht man von Möglichkeitsverteilung, analog zur Wahrscheinlichkeitsverteilung der Wahrscheinlichkeitstheorie.

## Philosophie

### Antike
In der antiken Philosophie fanden Debatten über das Mögliche statt. Dabei gelangten die Megariker Diodoros Kronos und Philon von Megara, der Stoiker Chrysippos von Soloi und Aristoteles zu unterschiedlichen Ergebnissen.
Diodor gab zwei Definitionen des Möglichen: „Möglich ist, was entweder wahr ist oder wahr sein wird“ (bezogen auf logische Inhalte) und „Möglich ist, was entweder der Fall ist oder der Fall sein wird“ (bezogen auf physikalische Inhalte). Demnach ist das Mögliche mit dem Wirklichen identisch, eine nicht verwirklichte Möglichkeit kann es nicht geben. Philon, ein Schüler Diodors, gelangte zu einer gegenteiligen Auffassung. Er bestimmte das Mögliche als das, was aufgrund der ihm eigenen Natur oder Disposition die Tauglichkeit besitzt, (wahr) zu sein, unabhängig davon, ob äußere Umstände die Verwirklichung dauerhaft verhindern.
Die Richtigkeit seiner Bestimmung des Möglichen versuchte Diodor mit dem Argument zu beweisen, das als Meisterschluss oder Meisterargument bezeichnet wird und heute nur aus indirekter Überlieferung bekannt ist. Es besagt, dass von den drei Aussagen „Alles Wahre in der Vergangenheit ist notwendig“, „Aus Möglichem folgt nichts Unmögliches“ und „Es gibt Mögliches, das weder wahr ist noch wahr sein wird“ die erste und die zweite evident wahr seien und daraus die Falschheit der dritten erschlossen werden könne. Allerdings ist nicht überliefert, welche Überlegungen Diodor zu den ersten beiden Aussagen geführt haben, wie diese genau zu verstehen sind und warum er sie für evident hielt. Das Argument galt in der Antike als formal korrekt, bestritten wurde nur die einsichtige Wahrheit der ersten oder der zweiten Aussage.
Aristoteles kann den Meisterschluss aus chronologischem Grund nicht gekannt haben, doch er kannte eine mit Diodors Ansicht übereinstimmende Auffassung, die er als Position „der Megariker“ wiedergab und zu widerlegen versuchte. Er nahm damit wohl auf eine ältere megarische Lehre Bezug, die später von Diodor weiterentwickelt wurde. Möglicherweise stellt der Meisterschluss eine Reaktion Diodors auf die aristotelische Kritik dar. Aristoteles machte geltend, die megarische Lehre, wonach nur das Wirkliche möglich ist, führe zu unsinnigen Konsequenzen, etwa der, dass zwischen einem Sehfähigen, der die Augen schließt, und einem Blinden kein Unterschied im Sein bestehe. Alle Vorgänge des Werdens und Vergehens setzen nach der Argumentation des Aristoteles das Mögliche voraus. Anderenfalls gälte die Überlegung: „Werden kann nur das, was nicht schon ist. Das Unmögliche kann nicht werden. Das, wozu die Möglichkeit fehlt, ist unmöglich. Wenn also nur das möglich ist, was wirklich ist, dann ist das, was noch nicht ist, unmöglich. Dann aber kann überhaupt nichts werden.“ Die Gegenposition des Aristoteles zur megarischen Verneinung der Möglichkeit besagt, dass das Angelegtsein in bestimmten Seinsbedingungen das Mögliche konstituiert. Die konstante Regelmäßigkeit dieser Bedingungen ermöglicht es, auch dem noch nicht Seienden schon Seinskategorien zuzuschreiben und damit ein Mögliches vom Nichts und vom Wirklichen zu unterscheiden.
Chrysippos entwickelte sein Konzept in der Auseinandersetzung sowohl mit den megarischen als auch mit den aristotelischen Überlegungen. Nach seiner Lehre ist das als Sachverhalt möglich, was wahr sein kann und nicht von äußeren Umständen daran gehindert wird, wahr zu sein.

### Kant
In Immanuel Kants Kritik der reinen Vernunft zählt das Gegensatzpaar Möglichkeit – Unmöglichkeit zu den Modalitätskategorien, zusammen mit den Paaren Dasein – Nichtsein und Notwendigkeit – Zufälligkeit. Möglichkeit und Unmöglichkeit entsprechen der Verstandeshandlung in einem problematischen Urteil, das heißt einem Urteil, bei dem das Bejahen oder Verneinen als bloß möglich angenommen wird und somit eine Übereinstimmung der Erkenntnis mit ihrem Gegenstand nur möglicherweise vorliegt. Das Schema der Möglichkeit bestimmt Kant als „die Zusammenstimmung der Synthesis verschiedener Vorstellungen mit den Bedingungen der Zeit überhaupt“, also „die Bestimmung der Vorstellung eines Dinges zu irgend einer Zeit“. Dabei kommt es auf die Zeit an, denn bei der Modalität ist der maßgebliche Gesichtspunkt immer die Antwort auf die Frage, ob und gegebenenfalls wie der Gegenstand zur Zeit gehöre. Als Beispiel nennt Kant den Umstand, dass etwas nicht zugleich mit dem ihm Entgegengesetzten in einem Ding sein kann. Vom Schema der Möglichkeit unterscheidet er dasjenige der Wirklichkeit als „das Dasein in einer bestimmten Zeit“ und das Schema der Notwendigkeit als „das Dasein eines Gegenstandes zu aller Zeit“.
Aus dem Schema der Möglichkeit ergibt sich für Kant die Bedingung für die Möglichkeit der Dinge. Er bestimmt als möglich das, was „mit den formalen Bedingungen der Erfahrung (der Anschauung und den Begriffen nach) übereinkommt“, im Gegensatz zum Wirklichen, das „mit den materialen Bedingungen der Erfahrung (der Empfindung) zusammenhängt“. Der empirische Gebrauch des Begriffs der Möglichkeit spielt in Kants Erkenntnistheorie eine wichtige Rolle, weil es ihm dort um die Bestimmung aller möglichen Erkenntnisgegenstände und ihrer Begriffe geht und damit um die Grenzen möglicher Erkenntnis.
Große Bedeutung hat bei Kant die Unterscheidung zwischen logischer und realer Möglichkeit. Die logische Möglichkeit ist ein notwendiges Kriterium für die Kennzeichnung der Grenzen verständlicher Rede. Logisch möglich ist für Kant ein Begriff, wenn er widerspruchsfrei ist. Hier tritt allerdings das von Kant bereits erkannte Problem auf, dass sich die Frage der logischen Widersprüchlichkeit – von Ausnahmen abgesehen – nicht durch reine Begriffsanalyse klären lässt.
Auch die Feststellung der realen Möglichkeit von Begriffen und Dingen stößt auf Hindernisse, denn sie lässt sich ebenfalls nicht allein durch Begriffsanalyse verstehen, vielmehr wird eine materielle Grundlage benötigt. Hierbei ist nach Kant zu beachten, dass die Kategorien der Modalität zum Begriff, dem sie als Prädikate beigefügt werden, als Bestimmung des Objekts nichts beitragen, sondern sich nur auf das Verhältnis zum Erkenntnisvermögen beziehen. Auch wenn der Begriff eines Dinges vollständig und widerspruchsfrei ist, bleibt die Frage nach der realen Möglichkeit des Begriffs und des Dinges noch offen. Für ihre Beantwortung ist entscheidend, wie sich das Objekt samt allen seinen Bestimmungen zum Verstand und dessen empirischem Gebrauch verhält. Bei dieser Analyse ist das Sinnesvermögen entscheidend, denn die Möglichkeit eines Dinges ergibt sich niemals bloß aus der Nichtwidersprüchlichkeit seines Begriffs, sondern – so Kant – dadurch, „daß man diesen durch eine ihm correspondirende Anschauung belegt“. Ein empirischer Begriff kann nur dann als real möglich beurteilt werden, wenn es für ihn einen empirischen Gegenstand als Beispiel gibt. Hierbei besteht allerdings das Problem, dass sich die reale Möglichkeit reiner Begriffe nicht dadurch beweisen lässt, dass man in der Erfahrung nach Beispielen für sie sucht, denn die Berechtigung ihrer Anwendung auf die Erfahrung ist gerade fraglich, insofern sie reine Begriffe sind. Immerhin gilt für mathematische Begriffe, dass ein reiner Begriff, etwa der eines Dreiecks, durch eine reine Anschauung belegt werden kann, ehe man für ihn eine empirische Anschauung hat.
Hinsichtlich der Frage, ob es mögliche Gegenstände gibt, die nicht wirklich sind, konstatiert Kant, dass die Möglichkeit solcher Dinge zwar für die menschliche Vernunft gegeben sei, daraus aber nicht gefolgert werden dürfe, dass dieser Unterschied zwischen Möglichem und Wirklichem in den Dingen selbst liege.
Außerdem verwendet Kant den Begriff der „absoluten Möglichkeit“ als Gegensatz zur bedingten Natur der realen Möglichkeit. Sie ist für ihn kein bloßer Verstandesbegriff, sondern gehört allein der Vernunft zu, und kann „auf keinerlei Weise von empirischem Gebrauche sein“. Das absolut Mögliche ist „in aller Absicht“ möglich, das heißt nicht nur unter Bedingungen, die selbst bloß möglich sind.

### Nicolai Hartmann
In der modernen Philosophie herrscht die Auffassung vor, dass die megarische Argumentation fehlerhaft und die Kritik des Aristoteles daran berechtigt sei. Allerdings hat Nicolai Hartmann die megarische These, dass nur das Wirkliche möglich sei, aufgegriffen und gegen die Einwände des Aristoteles verteidigt. Nach seiner Ansicht können die absurden Konsequenzen, auf die Aristoteles hinweist, vermieden werden. Für Hartmann ist das noch nicht Seiende immer zugleich ein noch nicht Mögliches und somit jedes Nichtsein ein Unmöglichsein. Die Möglichkeit des Seins und die des Nichtseins schließen sich in der Realität aus. Möglich ist etwas nur dann, wenn alle dafür erforderlichen Bedingungen erfüllt sind, und genau dann muss zwangsläufig die Verwirklichung eintreten. Die Welt ist, so wie sie ist, notwendig, das heißt determiniert. Die menschliche Rede von „möglich“ kann sich in der Realsphäre nur auf Gewissheitsgrade beziehen. Das aristotelische „der Möglichkeit nach Seiende“ kritisiert Hartmann als ein „Halbseiendes“, das eine Art Gespensterdasein führe.

### Ernst Bloch
Wie Hartmann, aber von einem anderen Ansatz aus, hat Ernst Bloch versucht, ein ontologisches Konzept von Möglichkeit zu rehabilitieren. Bloch sah in der Materie ein Synonym für Möglichkeit. Allerdings unterschied er – unter Berufung auf Aristoteles – zwei Formen der Möglichkeit: das „In-Möglichkeit-Seiende“, also das, was in der Materie an Latenz und Tendenz enthalten ist, und das „Nach-Möglichkeit-Seiende“, also das, was nach Maßgabe des Gegebenen ermöglicht werden kann. Darüber hinaus differenzierte Bloch vier Schichten der Kategorie Möglichkeit. Blochs Bestimmung der realen Möglichkeit ist ein wichtiger Baustein seines Konzepts der konkreten Utopie.

### Philosophische Logik
In der philosophischen Logik ist einer der beiden intensionalen Modaloperatoren als „möglich“ interpretierbar, was zu einer alethischen Modallogik führt. Die Möglichkeit einer Aussage bezeichnet in modelltheoretischer Lesart die Gegebenheit dieser Aussage in einer zugänglichen möglichen Welt. Diese Bestimmung schließt in den üblichen Kalkülen nicht aus, dass die Aussage zugleich notwendig ist, wohl aber per Definition die Notwendigkeit der Negation dieser Aussage, d. h. wenn gilt „P ist möglich“, gilt nicht „~P ist notwendig“. Eine Aussage, die zugleich möglich, aber nicht notwendig ist, heißt kontingent (wahr oder falsch), und wenn sie zugleich in der aktuellen Welt nicht gegeben ist, „bloß möglich“. Die Frage, ob sich die Modalität auf die Ebene der Beschreibung bezieht oder ob sie auf einer inneren Bestimmung der Objekte beruht („de re und de dicto“), hat weitreichende Konsequenzen sowohl für die Ontologie als auch für die zu wählenden Axiome, die die Verwendung der Operatoren bestimmen.

### Analytische Metaphysik
In der jüngeren metaphysischen Diskussion der analytischen Philosophie werden verschiedene Explikationen der Möglichkeit unterschieden. Diese legen unterschiedlich strenge Bedingungen daran an, was als möglich und was als unmöglich gilt. Daher wird angenommen, dass die Bereiche der Begriffe ineinanderliegen, scherzhaft wird von einer Onion of Possibilities („Zwiebel der Möglichkeiten“) gesprochen. Am häufigsten werden Folgende betrachtet, die auch für die Theorie der Dispositionen und der kontrafaktischen Konditionale bedeutsam ist:
logische oder begriffliche Möglichkeitdie ‚weiteste‘ Möglichkeit, eine Aussage ist logisch möglich, wenn sie keinen Widerspruch enthält oder impliziert. Davon wird gelegentlich noch die begriffliche Möglichkeit oder Vorstellbarkeit (‚conceivability‘) unterschieden, die nur verlangt, dass ein Begriff vorstellbar ist.
metaphysische Möglichkeitdiese ist enger oder maximal deckungsgleich mit logischer Möglichkeit, abhängig von der vertretenen Philosophie der Logik. Dies betrifft die Frage starrer Designator der Identität von Gegenständen zweier intensional unterschiedener Begriffe. Saul Kripkes Beispiel „Wasser ist H2O“ ist so nach Ansicht Einiger „nur“ metaphysisch notwendig, da die Negation metaphysisch unmöglich, aber logisch möglich sei. Da Wasser in der Natur ohnehin nicht rein aus der chemischen Verbindung H2O besteht, ist das Beispiel allerdings anfechtbar.
nomologische oder naturgesetzliche Möglichkeit‚möglich‘ innerhalb der in der tatsächlichen Welt bestehenden Naturgesetze. Seit David Hume herrscht unter den empiristischen Schulen die Ansicht vor, die Naturgesetze seien metaphysisch kontingent und ohne innere Notwendigkeit. Aus diesem Standpunkt folgt, dass andere Naturgesetze logisch und metaphysisch möglich sein müssten. Dennoch sind die Naturgesetze in gewisser Hinsicht notwendig: Sofern Naturgesetze hinreichend bekannt sind, folgt daraus, was physikalisch und technisch unmöglich ist. Wird dafür plädiert, dass die Naturgesetze auch als notwendig anzusehen sind, so ist die nomologische Möglichkeit deckungsgleich mit der metaphysischen.
temporale oder historische MöglichkeitMöglich angesichts der gegebenen Vergangenheit des betrachteten Weltzustands (unter Gegebenheit einer konkreten Geschichte und Naturgeschichte oder Abfolge von Ereignissen). So sind unter gegebenen Umständen in der Vergangenheit von drei vorstellbaren Optionen zwei möglich gewesen, eine dritte nicht, weil die Umstände sie nicht vorsahen oder z. B. weil sie damals nicht vorstellbar war und daher kein Bestimmungsgrund für eine Entscheidung hätte sein können. Wenn nun eine der Optionen eingetreten ist, hat aber auch die andere ihren Status als aktuell möglich verloren. Die vor allem für Entscheidungen relevante Vorstellbarkeit betrifft hier die konkreten Vorstellungssubjekte.